# 44192 Paulguttman
44192 Paulguttman è un asteroide della fascia principale. Scoperto nel 1998, presenta un'orbita caratterizzata da un semiasse maggiore pari a 2,5366530 UA e da un'eccentricità di 0,1812070, inclinata di 13,99697° rispetto all'eclittica.